# Xindl X
Онджей Ладек (чеш. Ondřej Ládek), более известен как Xindl X; (род. 16 августа 1979 года, Прага, Чехословакия) — чешский музыкант и композитор.

## Биография
Вырос в семье любителей музыки. Бабушка Онджея Хеленка Хоржейшова работала преподавателем в Академии исполнительских искусств, мать пела в вокальной группе Kolovrátek.
После окончания школы поступил на Факультет телевидения и кинематографии (FAMU) пражской Академии музыкального искусства. После получения высшего образования Онджей начал работать в рекламных агентствах, и написал сценарий для чешского сериала Comeback.

### Музыкальная карьера
В 2007 году Онджей Ладек выигрывает конкурс Česko hledá písničku с песней Mamut. В 2008 году он получил награду Autorská Porta за песню Dysgrafik, также в этом же году его песня Anděl стала самой популярной песней портала Bandzone.cz.
2 сентября 2008 года выпустил свой дебютный альбом Návod ke čtení manuálu, который выиграл 3 номинации Чешской музыкальной академии в категориях песня года (Anděl), видеоклип года (Anděl), кантри- или фолк-альбом года. Видеоклип к песне Anděl стал самым популярным чешским видео на YouTube, собрав 10 миллионов просмотров.
В 2010 году выпустил альбом Praxe relativity. Песни Chemie, Láska v housce, Nejlepší kuchař обрели большую популярность. Видеоклип к песне Chemie набрал 5.5 миллионов просмотров, а Láska v housce — 6 миллионов просмотров на YouTube.
В 2011 году Xindl X выпустил альбом Xpívánky с акустическими ремейками песен из предыдущих альбомов.
В 2012 году Онджей Ладек издал альбом Láska, вместе с ним он издал синглы Zlato, Štědrý večer nastal, Dočasná svatá и Casio.
В 2014 году вышел альбом Čecháček Made. Также параллельно вышли синглы Barbína и V blbým věku. В продажу поступило две версии альбома: Čecháček Made и Čecháček Made + Unpluggiat. Последняя версия отличается присутствием акустических версий всех песен альбома.
В 2016 году Xindl X выпустил альбом Kvadratura záchranného kruhu.

#### Стиль
Xindl X сочетает в своей музыке такие жанры, как фолк-рок, хип-хоп, джаз и блюз. Тексты Онджея Ладека высмеивают некоторые современные явления, также через музыку автор выражает своё личное мнение по этому поводу. Тексты Xindl X пишет самостоятельно.

### Личная жизнь
Был женат на чешской певице Ольге Лоуновой, но развёлся с ней в 2011 году.
В 2012 году Онджей женился на своей подруге Монике. Имеет от неё двое детей: сына и дочь.

## Дискография
| Год  | Название                     |
| ---- | ---------------------------- |
| 2008 | Návod ke čtení manuálu       |
| 2010 | Praxe relativity             |
| 2011 | Xpívánky                     |
| 2012 | Láska                        |
| 2014 | Čecháček Made                |
| 2014 | G2 Acoustic Stage            |
| 2016 | Kvadratura záchranného kruhu |
| 2018 | Sexy Exity                   |